# Општина Банка (Васлуј)
Банка (рум. Banca) општина је у Румунији у округу Васлуј.
Oпштина се налази на надморској висини од 116 m.